# زابلون سیمینتوف
زابلون سیمینتوف (به عبری:זבולון סימן-טוב، به فارسی دَری: زَبلون سِمِنتوف) زاده ۱۹۵۹ میلادی، یک تاجر فرش و رستوران‌دار افغانستانی است. او تا قبل از خروجش از افغانستان در شهریور ۱۴۰۰ آخرین یهودی ساکن افغانستان بود و از تنها کنیسه شهر کابل نگهداری می‌کرد.

## زندگی‌نامه
سیمینتوف در شهر هرات زاده شد و در جوانی به کابل کوچ کرد. مدتی در ترکمنستان زندگی کرد و سال ۱۹۹۸ به کابل بازگشت و تنها کنیسه کابل را اداره می‌کرد. در طول حکومت طالبان چهار بار بازداشت شد و مورد ضرب و شتم و بازجویی قرار گرفت و بارها فرش‌هایش دزدیده شد ولی با این‌حال افغانستان را ترک نکرد. پس از اینکه خانه‌اش در جنگ داخلی افغانستان آسیب زیادی دید به همراه دیگر یهودی ساکن افغانستان «اسحاق لِوی» در آخرین کنیسای کابل زندگی می‌کرد. اسحاق لِوی سال ۲۰۰۵ در هشتاد سالگی درگذشت و از آن زمان زابلون آخرین بازمانده یهودیان افغانستان است. برپایه زندگی او و لِوی یک نمایش در بریتانیا اجرا شده‌است. دن الکس، مستندساز رومانیایی، از زندگی این دو فیلم مستند «دسیسه در کابل» را ساخت که برنده جایزه بهترین مستند سال ۲۰۰۷ جشنواره ایدفا شد.
رستوران او سال ۲۰۱۴ به علت شرایط بد اقتصادی تعطیل شد. او به تنهایی زندگی می‌کند و مناسک دینی خود را نیز انجام می‌دهد، همسر و فرزندان زابلون به اسرائیل مهاجرت کرده‌اند و هر از چندگاهی توریست‌هایی برای دیدن آخرین یهودی افغانستان به دیدارش می‌روند. در سال ۲۰۲۱ او اعلام کرد به دلیل ترس از بازگشت طالبان افغانستان را ترک می‌کند.
او در ۷ سپتامبر و از بیم طالبان افغانستان را ترک کرد.